# Le Jour de Tarowean
Le Jour de Tarowean est un album de bande dessinée, de la série Corto Maltese. Publié en 2019, il est le troisième des auteurs Juan Díaz Canales et Rubén Pellejero qui ont repris la série après la mort de Hugo Pratt. C'est un préquel qui dévoile les événements qui précèdent l'apparition de Corto Maltese au large d'une île de l'océan Pacifique dans La Ballade de la mer salée, la première aventure publiée par Hugo Pratt,.

## Résumé
En Tasmanie, pendant l'automne 1912, Corto et Raspoutine délivrent le jeune Calaboose, emprisonné sur une île abandonnée. Tous trois font voile vers le sultanat de Sarawak, sur la côte nord de Bornéo. Ils y rencontrent le rajah blanc qui règne sur le royaume, Charles Brooke, et Corto intervient dans une médiation entre les dirigeants anglais et les indigènes Dayaks au sujet de l'exploitation du gutta-percha. À cette occasion, Corto prend sous son aile une jeune fille paralysée d'origine hollandaise, Ratu, que les Dayaks prennent pour une sirène. Ratu et Calaboose tombe amoureux.
Découvrant par hasard que Calaboose est le fils du roi d'une île du Pacifique sud, exilé peu après sa naissance en raison d'une prophétie, Corto décide de le ramener chez lui. Le groupe prend la direction de l'île voisine d'Escondida, où un mystérieux Moine élimine ses acolytes pour régner en maître. Sur l'île de Calaboose, les choses tournent mal : sa belle-mère la reine fait assassiner Ratu, Calaboose tue son père et s'enfuit en voilier avec Corto. Mais ils sont attaqués par l'équipage : le jeune homme est tué, Corto jeté dans l'océan ligoté sur un radeau de fortune... dans la position qui ouvrira l'album La Ballade de la mer salée.

## Analyse

### Origine de l'intrigue
L'idée de base de cette histoire revient à Rubén Pellejero, qui se demandait par quelles circonstances Corto s'est retrouvé à dériver dans le Pacifique, attaché sur un radeau. Pratt n'avait fourni que de vagues explications sur une mutinerie liées à une promesse non tenue envers une femme. Il s'agissait donc pour le dessinateur et le scénariste d'imaginer le pourquoi du comment. Cette mésaventure qui ouvre La Ballade de la mer salée se déroule le 1er novembre 1913, le jour des surprises, jour de tous les saints, appelé dans l'histoire « jour de tarowean ». Il s'agit donc de faire commencer l'histoire qui élucide ce mystère par le 1er novembre précédent, afin de fermer une boucle et d'achever l'histoire par le début d'une suivante.